# Stranraer
Stranraer (gael. An t-Sròn Reamhar) – miasto w południowo-zachodniej Szkocji w hrabstwie Dumfries and Galloway (historycznie w Wigtownshire), położone nad zatoką Loch Ryan, u nasady półwyspu Rhins of Galloway. W 2011 roku liczyło 10 593 mieszkańców.
Miasto portowe z przywilejem targowym rozwinęło się jako główny ośrodek handlu w zachodniej części regionu Galloway. Dawniej ważny port promowy, obsługujący połączenia do Irlandii Północnej (w 2011 roku przystań promowa została przeniesiona do pobliskiego Cairnryan).
Do głównych zabytków należą Castle of St John – wieża rycerska z XVI wieku, North West Castle – XIX-wieczny hotel, dawniej dom odkrywcy Johna Rossa oraz Stranraer Museum – muzeum mieszczące się w dawnym ratuszu z XVIII wieku.